# Francisco Sánchez-Bayo
Francisco Sánchez-Bayo es un ecologista, ecotoxicólogo y científico medioambiental español de la Universidad de Sídney. Es autor o coautor de arriba de 80 artículos y capítulos de libros. Sus intereses de búsqueda se han centrado en los efectos ecológicos de pesticidas en insectos. En 2019 publicó un estudio cuyo pronóstico fue la extinción a gran escala de especies de insectos. Es parte de los editores asociados a la revista Entomologia Generalis.

## Educación y vida tempranas
Francisco Sánchez-Bayo nació en Candelario, España. Estudió en la Universidad Autónoma de Madrid en donde obtuvo el grado de maestro en ciencias medioambientales en 1980, y un doctorado en ecología en la misma universidad en 1985, por su tesis titulada "Análisis de la organización espacial y temporal  de una comunidad de pájaros en los bosques ribereños de la cuenca Duero". En 1990 recibió de la Universidad de Gales Del sur Nuevo un diploma en ciencia aplicada, el cual se especializaba en administración de tierras áridas.

## Carrera
Sánchez-Bayo trabajó desde 2001 y durante cinco años como ayudante de profesor en la Universidad Chiba  en Japón, antes de obtener un puesto en la oficina de Patrimonio y entorno en el Centro para Ecotoxicología en Gales Del Nuevo sur,  Australia. En febrero del 2019  se convirtió en miembro honorario en el Instituto de Agricultura Sídney  en la Universidad de Sídney. Sánchez-Bayo fue el autor principal de un estudio publicado en la revista Conservación Biológica en 2019, esto indicó   una disminución dramática en poblaciones de insectos polinizadores o no, pronosticando así la extinción a gran escala de especies de insectos, a raíz de "la pérdida de hábitat, debido a prácticas agrícolas, urbanización y deforestación".
Aunque su principal enfoque ha sido la disminución de insectos debido al uso de pesticidas, también reconoce los efectos que pueden tener otros factores como las especies invasoras, el cambio climático o algunos patógenos, y las consecuencias de la disminución de insectos en las poblaciones de ciertos vertebrados. De esta forma, ha propuesto soluciones para evitar el uso de plaguicidas en insectos.